# Ptolémée Philadelphe
Pour les articles homonymes, voir Ptolémée (homonymie) et Philadelphe.
Ne doit pas être confondu avec Ptolémée II, qui portait aussi le surnom de Philadelphe.
Ptolémée Philadelphe (grec ancien : ο Πτολεμαίος Φιλάδελφος, « qui aime son frère/sa sœur »), né en 36 av. J.-C., est le cadet des fils de Cléopâtre et de Marc Antoine, et le frère cadet des jumeaux Cléopâtre Séléné (« lune ») et Alexandre Hélios (« soleil »).

## Généalogie
Selon Plutarque et Dion Cassius, après le suicide de leurs parents, les trois orphelins furent élevés par Octavie, sœur de l’empereur Octave Auguste et ancienne épouse de Marc Antoine et mère de leurs deux demi-sœurs Antonia l'Aînée et Antonia la Jeune.
Les deux garçons vécurent semble-t-il quelque temps avec leur sœur et leur beau-frère Juba II avant que l'on perde leur trace.